# Енрике (Португалия)
Вижте пояснителната страница за други личности с името Енрике.
Eнрике Португалски (на португалски: Henrique I de Portugal) – кардинал-крал, последен крал на Португалия от Ависката династия (от 1578 година).

## Биография

### Произход и ранни години
Роден е на 31 януари 1512 година в Лисабон, Португалия. Той е пети син на Мануел I и неговата втора жена Мария Арагонска. Енрике е един от най-малките братя на крал Жуау III и затова се счита че неговите шансове за престола са нищожни. Поради това Енрике избира духовна кариера с идеята да отстоява интересите на Португалия пред Католическата църква, където доминира Испания. Той бързо става архиепископ на Брага (1538), архиепископ на Евора (1545) и Велик инквизитор (1539) преди да получи кардиналска шапка през 1545 г. През 1564 година Енрике става архиепископ на Лисабон и примас на Португалия. Той се опитва да привлече йезуитите в Португалия.

### Регент и крал на Португалия
След смъртта на брат си Жуау III, от 1557 г. е регент на своя племенник Себастияу I. Когато Себащияу I загива по времето на военната авантюра в Мароко, Енрике като последен представител на династията получава престола на Португалия. Той решава да се откаже от духовния титул и да се ожени за продължение на династията, но папа Григорий XIII, който поддържа Хабсбургите, не го освобождава от свещеническата клетва.

### Смърт и наследник
Енрике умира на 31 януари 1580 година в Алмерийн, без да назначи регентски съвет, който е могъл да избере приемник на трона. Така започва втората криза на португалското наследство. От нея се възползва кралят на Испания Филип II, един от предпочитаните претенденти за португалския престол. През юли 1580 година Филип изпраща в Португалия херцог Алба за завземане на властта със сила. В резултат Лисабон бързо е овладян и Филип е избран за крал на Португалия при условие, че кралството и неговите задморски територии не стават на испанските области. Филип II управлява Португалия като Филип I.